# Oreste
Oreste (título original en italiano; en español, Orestes, HWV A11, HG 48/102) es una ópera en tres actos con música de Georg Friedrich Händel. El libreto, en italiano, es una adaptación anónima de L’Oreste de Giangualberto Barlocci (Roma, 1723), que a su vez se adaptó de la Ifigenia entre los tauros de Eurípides. El estreno tuvo lugar en el Covent Garden el 18 de diciembre de 1734. 

## Historia
La ópera es un pasticcio (pastiche), lo que significa que juntó piezas de otras obras anteriores, principalmente otras óperas y cantatas del propio Händel. Los recitativos y partes de baile son las únicas partes compuestas específicamente para esta obra.  
El papel principal fue escrito para el castrato Giovanni Carestini. Actualmente lo representa bien un contratenor, bien una soprano
Se estrenó en el Covent Garden el 18 de diciembre de 1734. La obra solo se representó tres veces en vida de Händel, habiendo tenido una pobre recepción, y se repuso por vez primera en 1988.  Actualmente es muy poco representada; en las estadísticas de Operabase aparece con solo 3 representaciones en el período 2005-2010.